# Udruga "Dren"
Udruga “Dren” je neprofitna organizacija osnovana s ciljem organizacije javnih akcija, predavanja, skupova i tribina s ciljem očuvanja i promocije drenjule kao autohtone biljke, suradnja i izmjena iskustava i programa sa sličnim udrugama i pojedincima u zemlji i svijetu, objavljivanje audiovizualne produkcije nasale u sklopu aktivnosti, izdavaèka djelatnost u skladu s posebnim propisima, organizacija edukacijskih radionica i teèajeva za graðane te ostalo utvrðeno u èlanku 7. Statuta udruge. Upisana je u Registar udruga Republike Hrvatske, na temelju clanka 14. stavka 3. i 4. zakona o udrugama na dan 21. prosinca 2011. pod registarskim brojem 08003520.

## Ciljevi osnivanja udruge su:
- promocija znanja o drenjuli, njezinim nutritivnim i zdravstvenim koristima i kvalitetama;
- djelatne skrbi za očuvanje drenjule kao autohtone biljke;
- povezivanja i suradnje s drugim udrugama, znanstvenim ustanovama, institutima, neformalnim inicijativama i grupama u Hrvatskoj i svijetu.

## Djelatnosti društva su:
- organizacija javnih akcija, predavanja, skupova i tribina s ciljem očuvanja i promocije drenjule kao autohtone biljke;
- sudjelovanje članova Udruge na tribinama, skupovima i radionicama drugih udruga u Hrvatskoj i svijetu;
- surađivanje i izmjenjivanje iskustva i programa sa sličnim udrugama i pojedincima u Hrvatskoj i svijetu;
- objavljivanje audiovizualne produkcije nastale u sklopu aktivnosti Udruge (u skladu s posebnim propisima);
- izdavačka djelatnost (u skladu s posebnim propisima);
- organizacija edukacijskih radionica i tečajeva za građane;
- promidžbena djelatnost (u skladu s posebnim propisima);
- kantina za članove (u skladu s posebnim propisima).

## Suradnja s drugim udrugama
U ostvarivanju svojih ciljeva udruga suraduje sa strucnim ustanovama (ekološkim organizacijama, gradskim vlastima te i drugim udrugama) koje se bave istom ili slicnom problematikom, te je otvorena za udruživanje u slicne asocijacije i udruge istog profila u zemlji i inozemstvu.

## Kontakt
Ured udruge "Dren" nalazi se na adresi Cvetkov trg 1,  51000 Rijeka;  

## Vanjske poveznice
- Udruga Dren  Arhivirana inačica izvorne stranice od 17. lipnja 2016. (Wayback Machine)